# Legion Samobójców: Śmierć Lidze Sprawiedliwości
Legion Samobójców: Śmierć Lidze Sprawiedliwości (ang. Suicide Squad: Kill the Justice League) – przygodowa gra akcji stworzona przez Rocksteady Studios. Wydawcą gry jest Warner Bros. Interactive Entertainment,  której premiera odbyła się 2 lutego 2024 na platformach Microsoft Windows, PlayStation 5 i Xbox Series X/S, jednakże 30 stycznia była możliwość nabycia gry we wczesnym dostępie. Gra stanowi kontynuację serii Batman: Arkham, a zarazem pierwszą odsłonę cyklu, w której Batman nie jest tytułowym bohaterem ani grywalną postacią. Fabuła koncentruje się na tytułowym Legionie Samobójców, którego członkowie próbują powstrzymać planującego inwazję na Ziemię Brainiaca, pod którego wpływem znalazła się Liga Sprawiedliwości.

## Rozgrywka
Legion Samobójców: Śmierć Lidze Sprawiedliwości jest naginającą zasady gatunku przygodową strzelanką akcji, której akcja osadzona została w otwartym świecie. W grze pojawiają się cztery grywalne postacie: Harley Quinn (Tara Strong), Deadshot, Kapitan Bumerang i King Shark (Samoa Joe). Dostępny jest zarówno tryb gry jednoosobowej, jak i czteroosobowej kooperacji. Podczas gry jednoosobowej gracz w dowolnej chwili ma możliwość przełączać się pomiędzy postaciami, a kontrolę nad pozostałymi przejmuje sztuczna inteligencja.

## Fabuła
Fabuła gry rozgrywa się w tym samym uniwersum, co wcześniejsze gry z serii Batman: Arkham, przenosząc akcję do Metropolis. Kiedy miasto zostaje zaatakowane przez Brainiaca, Amanda Waller wysyła na miejsce Legion Samobójców z misją wyeliminowania „celu alfa”. Okazuje się, że jest nim Superman, kontrolowany przez Brainiaca, którego ofiarami padli też pozostali członkowie Ligi Sprawiedliwości – w tym Flash (Scott Porter), Zielona Latarnia, Batman (Kevin Conroy) i Wonder Woman – a nowym celem Legionu staje się ich wyeliminowanie. Ponieważ gra stanowi kontynuację Batman: Arkham, zachowane zostaną w niej ustalone wcześniej wydarzenia, w tym m.in. śmierć Jokera w Arkham City i ujawnienie tożsamości Batmana jako Bruce’a Wayne’a w Arkham Knight.

## Produkcja
„Pełna przemocy” gra komputerowa inspirowana komiksami o Legionie Samobójców została zapowiedziana po raz pierwszy w lipcu 2010 roku przez ówczesnego dyrektora kreatywnego DC Comics, Geoffa Johnsa. W lutym 2012 Johns stwierdził: „Ze względu na koncept fabularny, mamy do czynienia z grą, w której każdy główny bohater potencjalnie może zginąć i nie jest to żaden chwyt. Mogłaby powstać z tego naprawdę niezła historia”. Formacja superzłoczyńców została wprowadzona do serii w 2013 roku w opracowanej przez WB Games Montréal grze Batman: Arkham Origins, gdzie w scenie po napisach końcowych Amanda Waller proponuje Deathstroke’owi dołączenie do Legionu. W Batman: Arkham Origins – Blackgate Deathstroke wraz z Bronze Tigerem dołączają do grupy, a jako potencjalnego jej członka rozważa się Bane’a. Po premierze Batman: Arkham Knight, wieńczącego trylogię o Batmanie, przez kilka lat pojawiały się plotki, jakoby WB Games Montréal pracowało nad grą o Legionie Samobójców, jednak ani producent, ani wydawca nie wydali w tej sprawie żadnego oficjalnego świadczenia. W grudniu 2016 Jason Schreier z Kotaku poinformował, że gra została skasowana.
W sierpniu 2020 Legion Samobójców: Śmierć Lidze Sprawiedliwości został zapowiedziany przez Rocksteady Studios. Studio, odpowiedzialne za oryginalną serię Batman: Arkham, według pogłosek miało pracować nad grą o Supermanie, jednak zanegowało te doniesienia. W produkcji gry pomaga również Unbroken Studios. Pierwszy zwiastun gry został zaprezentowany 22 sierpnia 2020 podczas DC FanDome, zaś drugi 16 października 2021 podczas kolejnej edycji wydarzenia. W marcu 2022 poinformowano, że wydanie gry zostało zaplanowane na 2023 rok. 8 grudnia podczas gali rozdania The Game Awards 2022 opublikowano zwiastun poświęcony pamięci zmarłego miesiąc wcześniej Kevina Conroya, ujawniający, że jednym z przeciwników będzie dubbingowany przez niego Batman. W kwietniu 2023, nieco ponad miesiąc przed przewidzianą na 26 maja premierą, ogłoszono, że została ona przesunięta na 2 lutego 2024.